# ギター五重奏曲第4番 (ボッケリーニ)
ギター五重奏曲第4番ニ長調 G.448は、ルイジ・ボッケリーニが1798年に作曲した13のギター五重奏曲の一つ。スペインの舞曲ファンダンゴの形式を持つ第4楽章が著名なため、しばしば『ファンダンゴ』の副題で呼称される。

## 概要
この楽曲を含むギター五重奏曲群は、アマチュアのギタリストであり、1796年からボッケリーニのパトロンであったブナバント侯フランシスコ・ボルハ・デ・リケル・イ・デ・ロス (Francisco Borja de Riquer y de Ros) のために作曲されたものである。
これらの作品のほとんどはボッケリーニ自身が作曲した室内楽曲の編曲であり、この第4番も第1楽章と第2楽章が弦楽五重奏曲ニ長調Op.10-6 G.270の第1・第2楽章の、第3楽章と第4楽章が小弦楽五重奏曲ニ長調Op.40-2(50-2) G.341の第1・第2楽章の編曲となっている。
ボッケリーニはドン・ルイス王子の招きにより1749年からスペイン宮廷に仕えて以来、終生マドリードに住んでいた。この作品の第4楽章はボッケリーニがスペイン音楽の語法を作品に自らの楽曲に取り入れた一例といえる。
ボッケリーニが作曲したギター五重奏曲のなかで、もっとも人気のあるもののひとつである。特に第3楽章と第4楽章は『序奏とファンダンゴ』の題で、ギター・アンサンブルやピアノとギターの二重奏など様々な編曲でクラシックギター奏者に親しまれている。

## 曲の構成
- 第1楽章　Pastorale
- 第2楽章　Allegro maestoso
- 第3楽章　Grave assai
- 第4楽章　Fandango

有名な「ボッケリーニのメヌエット」を含む弦楽五重奏曲G275と同様に、第1楽章が緩、第2楽章が急という通常のソナタ形式とは逆の配列となっている。
以前は楽譜校訂者のミスにより第1楽章と第2楽章が入れ違えになった楽譜が出版されており、ナルシソ・イエペスとメロス弦楽四重奏団による録音などでこちら配列の演奏を聴くことができる。

## 編成
- ヴァイオリン2
- ヴィオラ1
- チェロ1(カスタネット持ち替え）
- ギター1

チェロ奏者であったボッケリーニのほかの室内楽作品と同様、チェロに多くの主旋律が割り振られており、たびたびかなりの高音を演奏することが求められる。また、第4楽章の後半ではチェロが休止し、カスタネットに持ち替えることが示されている部分がある。しかし、ナルシソ・イエペスとメロス四重奏団の録音にフラメンコダンサーでカスタネット奏者のルセロ・テナが招かれたように、録音ではプロの打楽器奏者が演奏することも多い。